# Bara Sara
Bara Sara è un comune rurale del Mali facente parte del circondario di Bandiagara, nella regione di Mopti.